# Massimiliano Sirena
Massimiliano Sirena, detto Max (Rimini, 4 dicembre 1971), è un velista italiano.
Attualmente è team director e skipper di Luna Rossa. Nel corso della sua carriera ha partecipato a 7 campagne di Coppa America, vincendo per due volte l'ambito trofeo con Oracle (2010) e Team New Zealand (2017). Con Luna Rossa ha inoltre vinto una Louis Vuitton Cup (2000) e una Prada Cup (2021).

## Biografia
Nel 2000 debutta come aiuto prodiere a bordo di Luna Rossa ITA 45, con cui vince la Louis Vuitton Cup. Con la barca di Patrizio Bertelli prende parte alle successive due sfide sempre nel ruolo di aiuto prodiere.
Nel 2010, come responsabile della vela alare di BMW Oracle Racing, vince l'America's Cup.
Con Luna Rossa, nel dicembre 2011, ha inoltre conquistato la vittoria del Circuito Extreme 40.
Dopo aver partecipato alla LV Cup 2013 con Luna Rossa nel ruolo di skipper (sostituendo Francesco de Angelis), passa a Emirates Team New Zealand.
Nel 2017, con l'equipaggio neozelandese, vince la Coppa America contro Oracle Team USA con il punteggio di 7-1 ricoprendo il ruolo di team manager.
Per l'edizione numero 36 della Coppa America torna in Luna Rossa Prada Pirelli nel ruolo di skipper, e si aggiudica la Prada Cup.

## Palmarès
- 2000: Louis Vuitton Cup
- 2010: America's Cup
- 2011: Extreme Sailing Series
- 2017: America's Cup
- 2021: Prada Cup

## Riconoscimenti
Oltre ai premi vinti direttamente, Max Sirena ha ricevuto i seguenti riconoscimenti:
- Velista dell'anno Tag Heuer 2013[1];
- Cittadino onorario di Cagliari[2].